# 岩手県道205号不動矢巾停車場線
岩手県道205号不動矢巾停車場線（いわてけんどう205ごう ふどうやはばていしゃじょうせん）は、岩手県紫波郡矢巾町を通る一般県道である。

## 概要
起点と終点はいずれも他の県道と重複している。また駅のほうは「矢幅」と表記するが、町名と県道名は「矢巾」と表記が異なっている。

### 路線データ
- 起点：紫波郡矢巾町北伝法寺字長橋（岩手県道120号不動盛岡線重複区間上・岩手県道13号盛岡和賀線交点）
- 終点：矢巾停車場（矢幅駅）

## 路線状況

### 重複区間
- 岩手県道120号不動盛岡線（起点 - 紫波郡矢巾町白沢字石蔵）
- 岩手県道207号矢巾停車場線（紫波郡矢巾町南矢幅 - 終点）

## 地理

### 通過する自治体
- 紫波郡矢巾町

### 交差する道路
- 岩手県道13号盛岡和賀線（起点、県道120号起点）
- 岩手県道285号盛岡石鳥谷線・岩手県道120号不動盛岡線 盛岡方面（紫波郡矢巾町白沢字石蔵）
- 岩手県道207号矢巾停車場線（紫波郡矢巾町南矢幅）

### 沿線の施設など
- JR東北本線 矢幅駅